# محمد ألاغيتش
محمد ألاغيتش (بالبوسنوية: Mehmed Alagić)‏ (8 يوليو 1947 في سانسكي موست - 7 مارس 2003 في لاهاي) هُو عسكري بوسني وجنرال سابق في جيش جمهورية البوسنة والهرسك. مثُل ألاغيتش أمام المحكمة الجنائية الدولية ليوغوسلافيا السابقة في لاهاي بتهمة ارتكاب جرائم حرب، لكنه تُوفي قبل انتهاء أطوار المحاكمة.

## الرتب العسكرية

### جيش يوغوسلافيا الشعبي
- 1991 - مُقدم

### جيش جمهورية البوسنة والهرسك
- 1994 - عميد